# بيتر بلوم (أستاذ جامعي)
بيتر بلوم (بالإنجليزية: Peter Bloom) هو أستاذ جامعي أمريكي، ولد في 1943.

## وصلات خارجية
- بيتر بلوم على موقع ميوزك برينز (الإنجليزية)